# CHI Health Center
El CHI Health Center es un recinto multiusos situado en la ciudad de Omaha, en Nebraska, Estados Unidos. Está operado por la Metropolitan Entertainment & Convention Authority (MECA). La instalación, de 102 000 m², tiene capacidad para 18 975 espectadores y dispone de una sala de exhibiciones de 18 000 m² y un centro de reuniones de 5800 m².
El complejo se inauguró en 2003 con la denominación de Qwest Center Omaha, adoptando su denominación actual en julio de 2011, como parte de la adquisición de la empresa Qwest por parte de la compañía telefónica CenturyLink.
Su principal usuario es el equipo de baloncesto de la Universidad Creighton, los Bluejays. Entre 2003 y 2011 también fue la sede del equipo de hockey sobre hielo de la Universidad de Nebraska Omaha.

## Historia
En el año 2000, los votantes de Omaha aprobaron un presupuesto de 216 millones de dólares para construir un nuevo centro de convenciones y pabellón mulriusos; el resto del proyecto, unos 291 millones fue aportado por diferentes organizaciones privadas e individuos. El diseño de la instalación fue dirigido por la firma de arquitectos DLR Group. Qwest adquirió los derechos para dar nombre a la instalación.
El Qwest Center Omaha abrió sus puertas en 2003 con una capacidad inicial de 17 000 asientos para conciertos, 15 500 para baloncesto y 14 700 para el hockey sobre hielo. En 2006, una inversión de 5,7 millones amplió las localidades en 1500 asientos.

## Eventos
El CHI Health Center ha albergado en 2008, 2012 y 2015 primeras y segundas rondas del Torneo de la División I de Baloncesto Masculino de la NCAA, mientras que en 2018 albergará la Final Regional del Medio Oeste.

## Galería

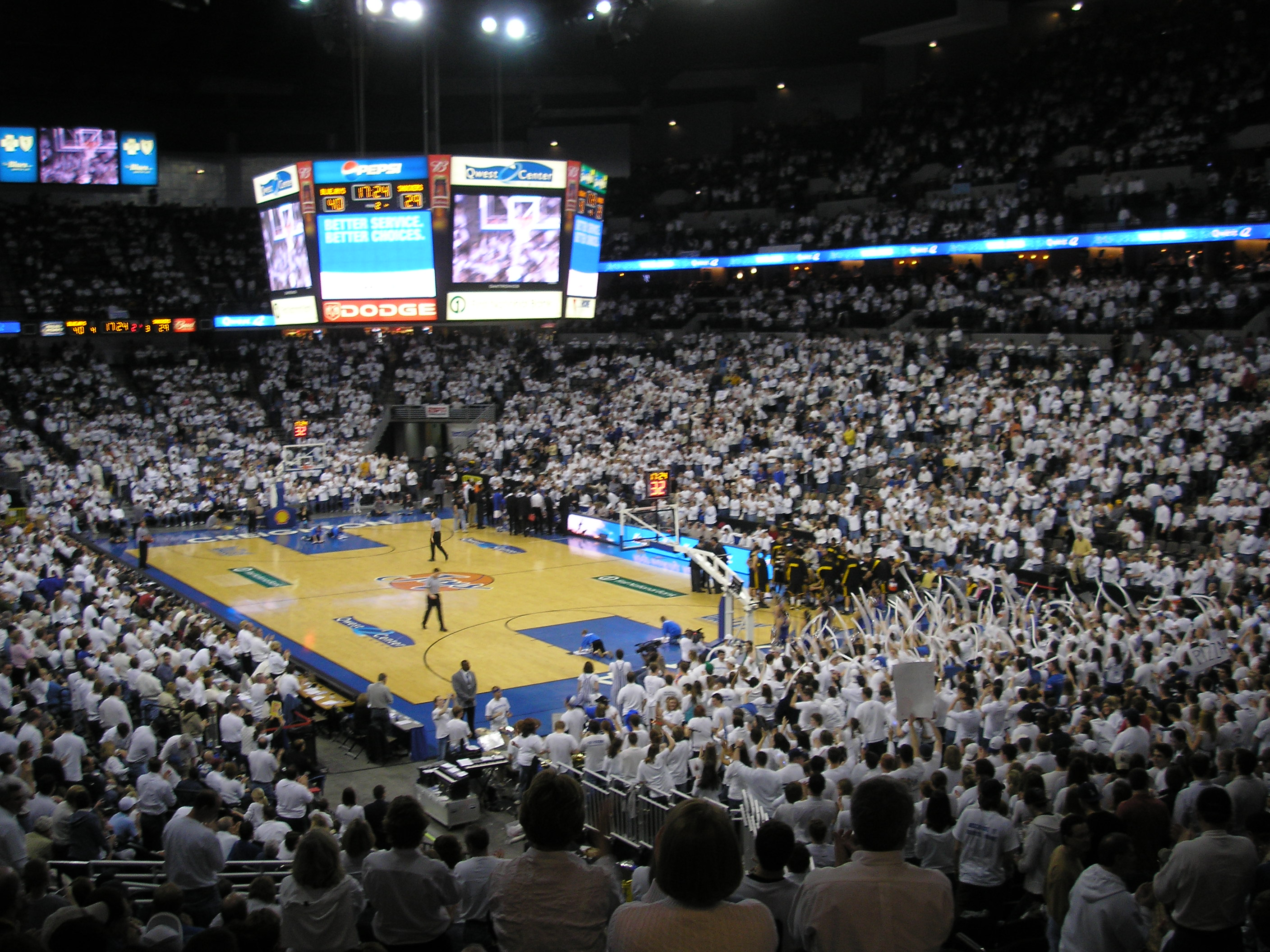
White Out vs Wichita State
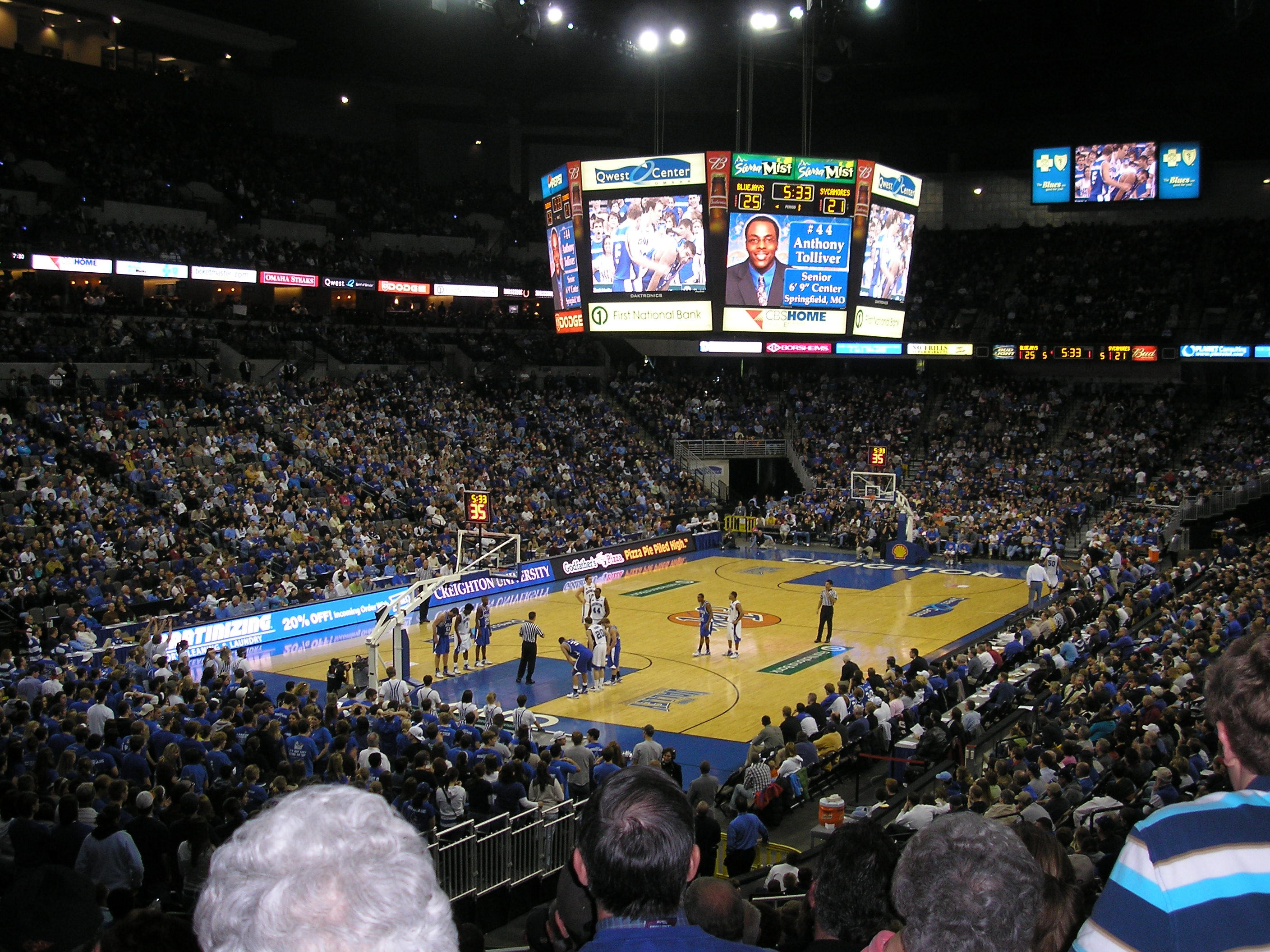
White Out
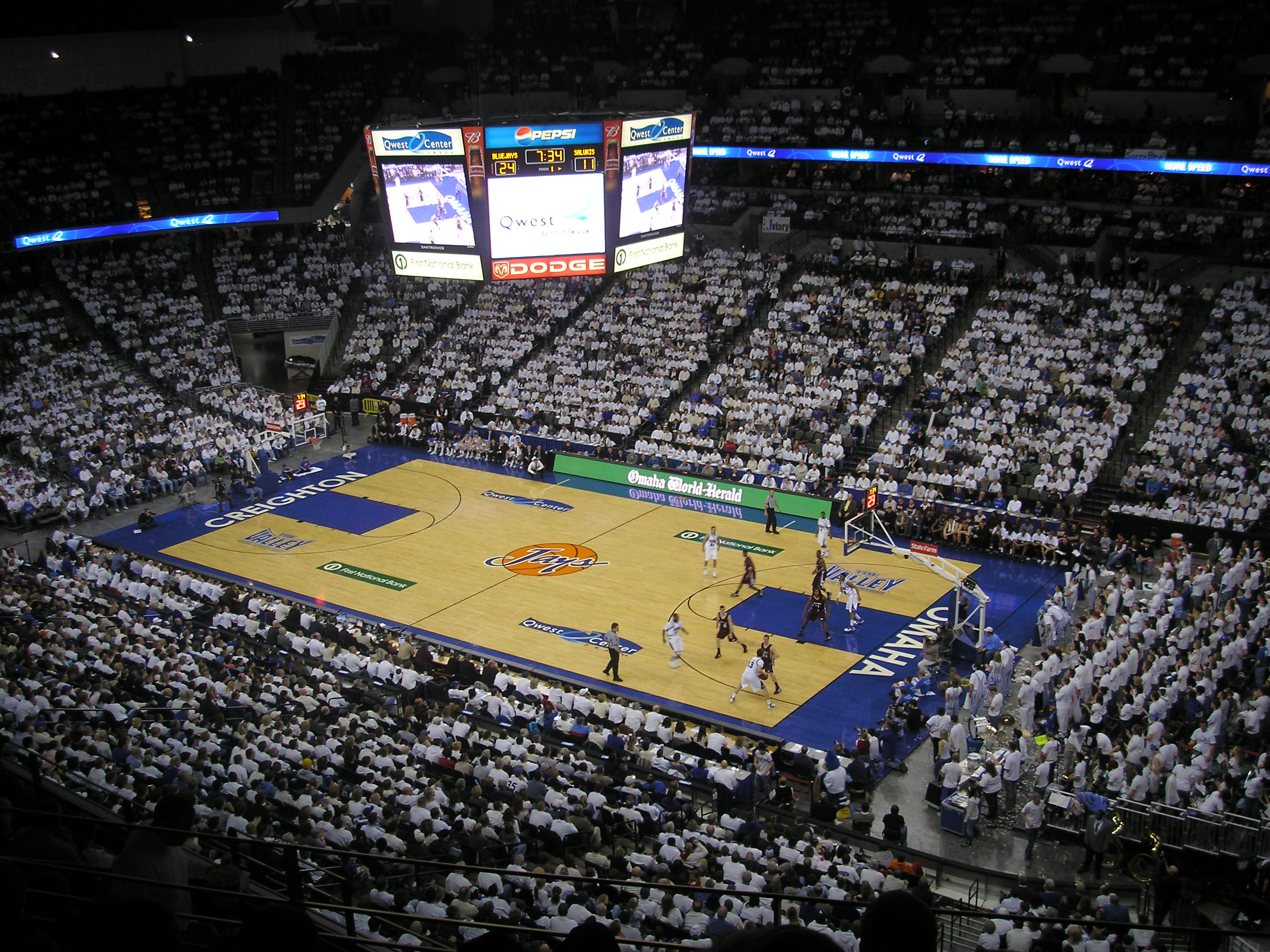
White Out vs Southern Illinois
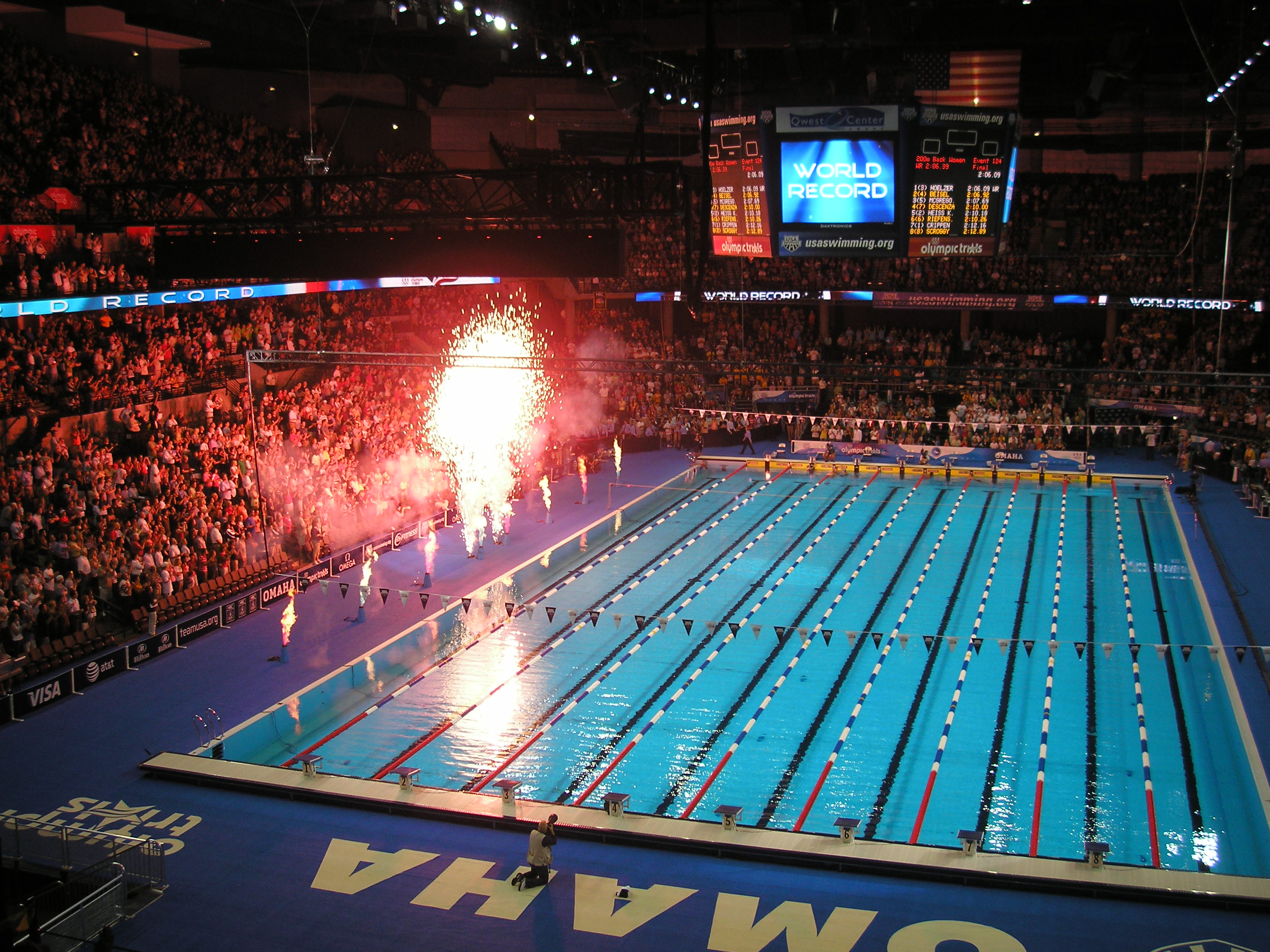
Clasificatorias del equipo olímpico de natación USA en 2008
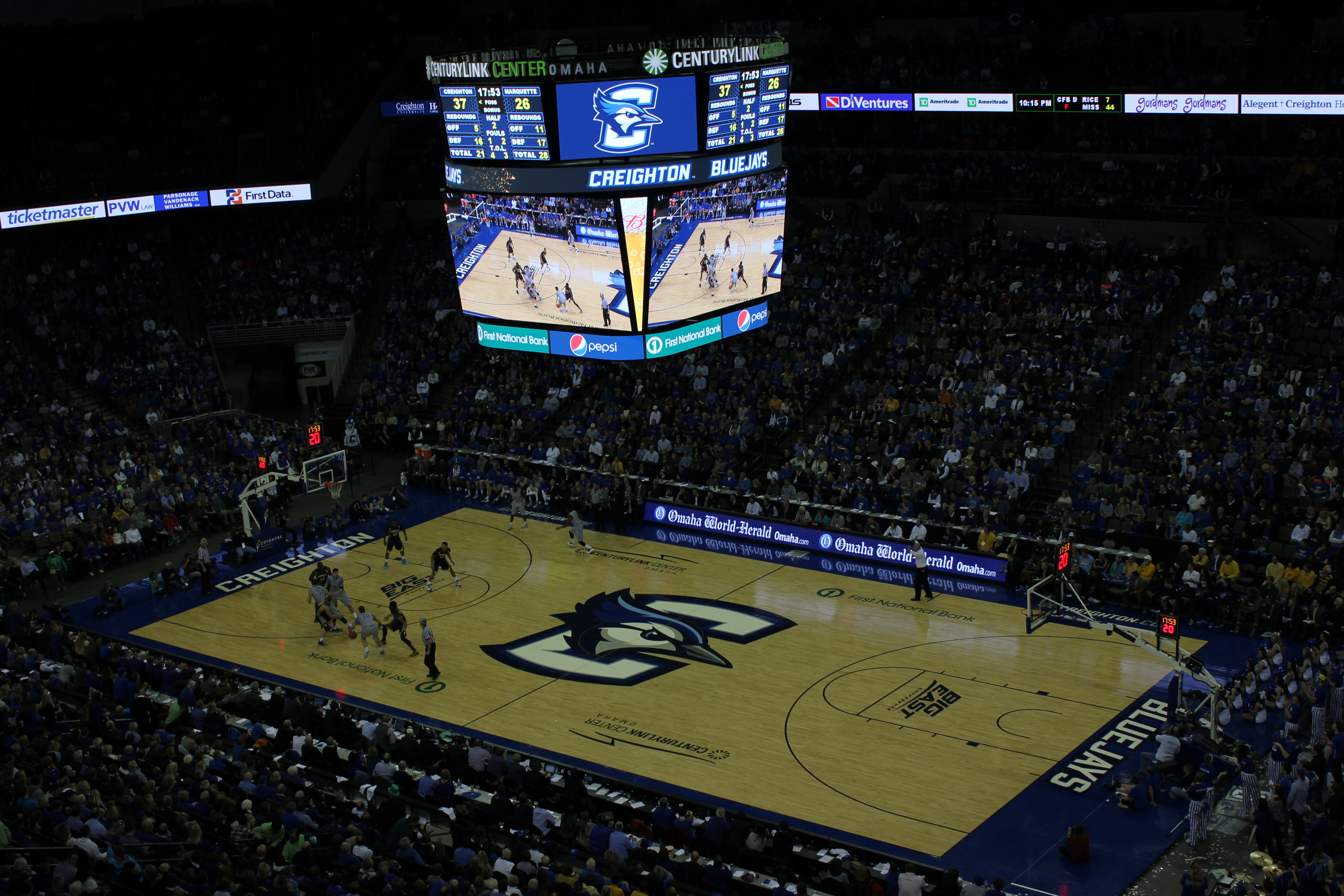
Marcador y logo
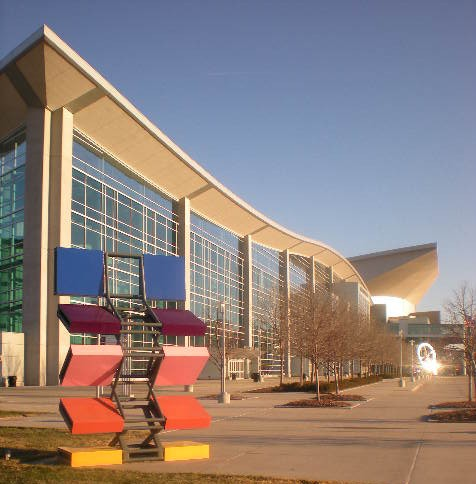
Exteriores del estadio
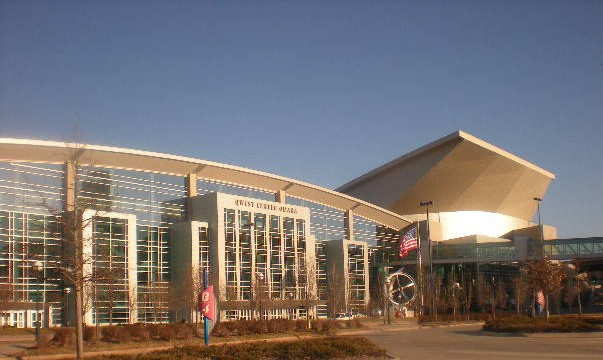
Fachada oestew y entrada principal
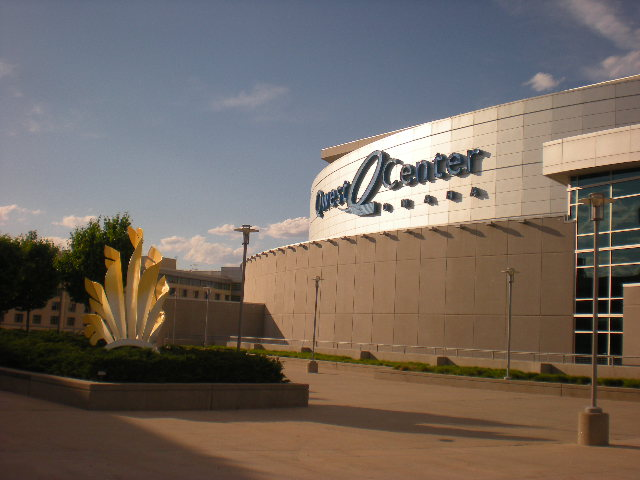
Fachada sur